# Erasmus (biografia)
Erasmus és una biografia d'Erasme de Rotterdam escrita per Stefan Zweig en 1934. Com altres aproximacions de Zweig a personatges claus de la història europea, no es fixa només en les dades objectives o documentals sinó que intenta comprendre l'estat anímic del personatge en els moments claus de la seva existència, que corren en paral·lel als grans esdeveniments del seu temps. El llibre relata en onze capítols com Erasme va formar-se com a erudit i com va assistir als cisma religiós de l'edat moderna.

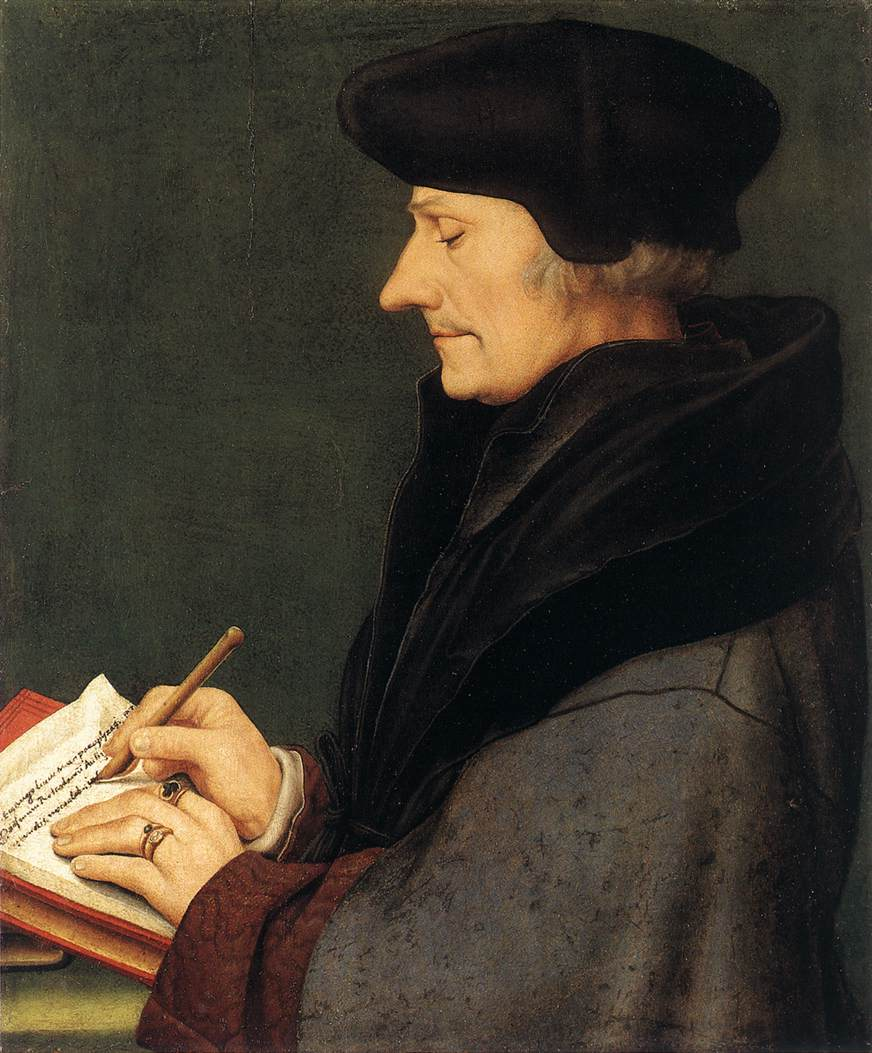
Retrat d'Erasme

D'Erasme destaca la seva feina intel·lectual, la consciència d'europeïtat i l'intent d'evitar el conflicte entre catolicisme i protestantisme, que va fracassar. En aquesta guerra, Zweig prefigura el fracàs dels intents de mediació enfront del nazisme i altres règims totalitaris que estaven triomfant al continent en el moment de l'escriptura del llibre. Malgrat la manca d'èxit, el llegat de l'erasmisme ha perdurat segles i les seves obres s'han llegit durant molt de temps, fins i tot en contra del consell de l'església que intentava defensar.
Indica que Erasme s'entén millor dins el context de l'humanisme, que intenta unir els pobles a través de la cultura, un somni europeu secular. Aquesta cultura ha de transcendir creences i fronteres i mediant entre els interessos particulars. El problema és que sovint als guardians de la cultura els manca valor i per això no poden, als moments decisius, imposar la seva visió pacifista i racional i s'acaba escoltant més la veu del fanatisme. El títol, que combina l'èxit i la tragèdia del personatge, resumeix l'aproximació a la seva tasca.
Zweig estableix de manera indirecta nombrosos punts de trobada entre la vida d'Erasme i la d'ell mateix: el seu paper d'intel·lectuals impotents davant l'auge dels bàrbars, un amor per una Europa unida, l'exili a terres angleses des del bressol alemany natal quan els nous vents que hi imperen van contra la seva estirp i el judici negatiu dels agents més visibles del poder. Igual que el protestantisme va suposar un canvi d'era, els conflictes bèl·lics del segle xx van destruir un món que Zweig es dedica a descriure a tots els seus llibres.